# Сырдинское сельское поселение
Сырдинское сельское поселение — муниципальное образование в составе Верхошижемского района Кировской области России.
Центр — деревня Сырда.

## История
Сырдинское сельское поселение образовано 1 января 2006 года согласно Закону Кировской области от 07.12.2004 № 284-ЗО.

## Население
| 2010 | 2012 | 2013 | 2014 | 2015 | 2016 | 2017 |
| ---- | ---- | ---- | ---- | ---- | ---- | ---- |
| 488  | ↘485 | ↘474 | ↗477 | ↘468 | ↗475 | ↘472 |
| 2018 | 2019 | 2020 | 2021 |      |      |      |
| ↘471 | ↘445 | ↘440 | ↘433 |      |      |      |

## Состав
В состав поселения входят 6 населённых пунктов (население, 2010):
- деревня Сырда  — 459 чел.;
- деревня Кикиморки  — 12 чел.;
- деревня Ключи  — 0 чел.;
- деревня Коробовщина  — 8 чел.;
- деревня Тютюки  — 0 чел.;
- деревня Шишкари  — 9 чел.